# Giovanni Boccamazza
Giovanni Boccamazza (zm. 10 sierpnia 1309) − włoski kardynał.

## Życiorys
Pochodził z Rzymu i był spokrewniony z rodem Savelli, z którego wywodził się papież Honoriusz IV. Arcybiskup Monreale 1278-1286. Wskutek wybuchu powstania zwanego nieszporami sycylijskimi w 1282 musiał opuścić swoją archidiecezję i uciekać z Sycylii. 22 grudnia 1285 roku nowo wybrany papież Honoriusz IV, jego krewny, mianował go kardynałem-biskupem Tusculum. Rok później został wysłany jako legat papieski do Niemiec, Polski i Skandynawii. Przewodniczył ogólnoniemieckiemu synodowi w Würzburg w 1287. W 1298 został protektorem zakonu wilhelmitów. Przewodniczył konklawe 1303 i Konklawe 1304–1305. Zmarł w Awinionie i został pochowany w miejscowym klasztorze dominikanów.